# Ryszard Lenc

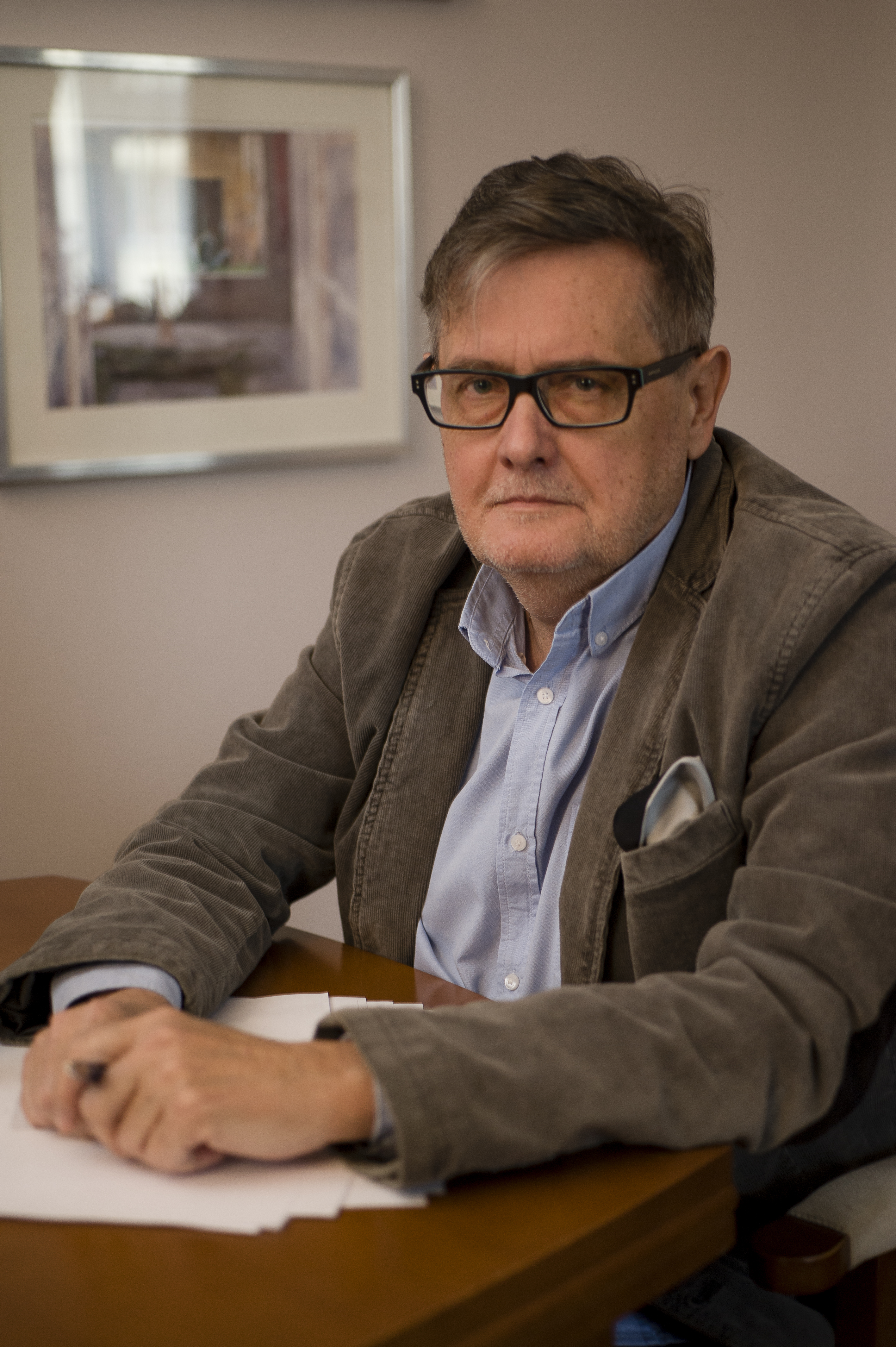
Ryszard Lenc (2014)

Ryszard Lenc (ur. 2 listopada 1955 w Bytomiu) – prozaik, autor opowiadań i powieści. Doktor fizyki (doktorat na Uniwersytecie Śląskim, 1987). Mieszka w Katowicach.
Opowiadania publikował w czasopismach literackich i portalach, m.in. Akcencie, Czasie Kultury, e-zinie Esensja, Frazie, Migotaniach, Odrze, Pograniczach, sZAFie, Toposie, Twórczości, Wyspie. Był jednym z animatorów cyklu katowickich seminariów poświęconych filozofii, religii i literaturze.

## Publikacje, zbiory opowiadań, powieści
- Ja, Wittgenstein, opowiadania, Stowarzyszenie Literackie im. K.K. Baczyńskiego, Łódź 2007, ISBN 978-83-85680-53-6
- Chimera, opowiadania, Wydawnictwo Forma, Szczecin 2014, ISBN 978-83-63316-77-8
- Ostatni ogród, opowiadania, Wydawnictwo Ego, Biblioteka katowickiego Oddziału Stowarzyszenia Pisarzy Polskich, T. 2, Katowice 2017, ISBN 978-83-916428-5-6  Opowiadania Lenca były recenzowane, m.in.: Ja, Wittgenstein[3], Chimera[4][5][6], Ostatni ogród[7]
- W cieniu Golgoty, powieść, Wydawnictwo Forma, Szczecin 2021, ISBN 978-83-66759-54-1. Recenzja książki[8]
- My z Koszutki, powieść, Śląsk Wydawnictwo Naukowe, Katowice 2022, ISBN 978-83-8183-135-2

## Publikacje w edycjach zbiorowych
- Opowiadania nagrodzone w konkursie literackim Przypadek i czas w stosunkach polsko-niemieckich.  Materiały Centrum Herdera Uniwersytetu Gdańskiego, Gdańsk 2005
- Antologia współczesnych polskich opowiadań, Wydawnictwo Forma, Szczecin 2017, ISBN 978-83-65778-24-6
- Antologia współczesnych polskich opowiadań, Wydawnictwo Forma, Szczecin 2020, ISBN 978-83-66180-71-0
- Trzy dekady. Antologia XXX-lecia SPP Oddziału Śląskiego w Katowicach. Biblioteka Śląska, Katowice 2020, ISBN 978-83-64210-75-4

## Ważniejsze nagrody
- Nagroda w XIV Ogólnopolskim Konkursie Poetyckim Stowarzyszenia Literackiego im. K.K. Baczyńskiego w Łodzi (w kategorii prozy), 2005[9]
- Nagroda w konkursie Centrum Herdera Uniwersytetu Gdańskiego – Przypadek i czas w stosunkach polsko-niemieckich, 2005[10]
- Wyróżnienie na V Międzynarodowym Festiwalu Opowiadania we Wrocławiu, 2009[11]